# Stazione di Aikawa
La Stazione di Aikawa (相川駅?, Aikawa-eki) è una stazione ferroviaria delle Ferrovie Hankyū situata a Ōsaka, e si trova nel quartiere di Higashiyodogawa-ku.

## Linee
- Ferrovie Hankyū
  - ■ Linea principale Hankyū Kyōto